# 尤卡·科斯基拉赫蒂
尤卡·科斯基拉赫蒂（芬蘭語：Jukka Koskilahti，1954年5月23日—），芬兰男子冰球运动员，场上位置是前锋。他曾代表芬兰国家队参加1980年冬季奥林匹克运动会冰球比赛，获得第四名。